# لوئیسبرگ (اوهایو)
لوئیسبرگ (به انگلیسی: Lewisburg) یک روستا در ایالات متحده آمریکا است که در شهرستان پربل، اوهایو واقع شده‌است. لوئیسبرگ ۲٫۷۷ کیلومتر مربع مساحت و ۱٬۸۲۰ نفر جمعیت دارد و ۳۰۴ متر بالاتر از سطح دریا قرار دارد.